# Oleksiivka, Nikopol
Oleksiivka (în ucraineană Олексіївка) este un sat în comuna Menjînske din raionul Nikopol, regiunea Dnipropetrovsk, Ucraina.

## Demografie
Componența lingvistică a localității Oleksiivka
     Ucraineană (91,25%)
     Rusă (8,19%)
     Alte limbi (0,42%)
Conform recensământului din 2001, majoritatea populației localității Oleksiivka era vorbitoare de ucraineană (91,25%), existând în minoritate și vorbitori de rusă (8,19%).